# Massachusetts Government Act
Il Massachusetts Government Act (legge 14 Geo. 3. c. 45) fu una legge emanata dal Parlamento britannico nel 1774. La legge rappresentava una risposta alle proteste dei coloni americani, in particolare al Boston Tea Party, e aveva lo scopo di ripristinare l'ordine e l'autorità britannica nella colonia del Massachusetts.

## Disposizioni
Le disposizioni principali del Massachusetts Government Act includevano:
- L'abolizione del sistema di governo democratico del Massachusetts: la legge annullava la carta del 1691, che garantiva ai coloni un certo grado di autogoverno, e sostituiva il consiglio eletto con un consiglio nominato dal re.
- L'aumento dei poteri del governatore: il governatore nominato dal re otteneva il potere di nominare i giudici e altri funzionari, di convocare e sciogliere l'assemblea legislativa e di vetolare le leggi coloniali.
- Restrizioni alle assemblee cittadine: le assemblee cittadine, che erano un importante forum per la discussione politica e l'organizzazione dei coloni, potevano essere convocate solo con l'autorizzazione del governatore.
- Invio di truppe britanniche nel Massachusetts: la legge prevedeva l'invio di truppe britanniche nel Massachusetts per far rispettare l'autorità britannica e reprimere le proteste.

Il Massachusetts Government Act fu visto dai coloni come un atto di oppressione e una grave minaccia ai loro diritti e libertà. La legge alimentò il malcontento e la resistenza dei coloni e contribuì a creare le condizioni che portarono alla Rivoluzione americana.

## Motivi di contestazione
Ecco alcuni dei motivi per cui il Massachusetts Government Act era così controverso:
- Violazione dei diritti dei coloni: i coloni americani consideravano la legge una violazione dei loro diritti di cittadini britannici, tra cui il diritto di essere rappresentati nel governo e il diritto di parola e di assemblea.
- Mancanza di rappresentanza: i coloni del Massachusetts non erano rappresentati nel Parlamento britannico, e quindi non avevano voce in materia di leggi che li riguardavano direttamente.
- Potere eccessivo del governo: i coloni temevano che il potere eccessivo concentrato nelle mani del governatore nominato dal re avrebbe portato alla tirannia.

## Conseguenze
Il Massachusetts Government Act fu uno dei fattori che contribuirono allo scoppio della Rivoluzione americana. La legge dimostrò ai coloni che la Gran Bretagna non era disposta a concedere loro i diritti e le libertà che desideravano, e che era disposta a usare la forza per imporre la sua volontà.
Ecco alcuni degli effetti  del Massachusetts Government Act:
- Aumento del malcontento e della resistenza dei coloni: la legge alimentò la rabbia e la frustrazione dei coloni, che si sentirono oppressi e privati dei loro diritti.
- Formazione di comitati di corrispondenza: i coloni formarono comitati di corrispondenza per comunicare tra loro e coordinare la resistenza alla legge.
- Boicottaggio delle merci britanniche: i coloni iniziarono a boicottare le merci britanniche per protestare contro il Massachusetts Government Act e le altre leggi repressive.
- Scontro a Lexington e Concord: Lo scontro a Lexington e Concord nel 1775 segnò l'inizio della Rivoluzione americana.